# Badidae
Badidae Barlow, Liem & Wickler, 1968 è una famiglia di pesci d'acqua dolce comprendente 30 specie, appartenente all'ordine Perciformes.

## Distribuzione
Sono diffusi in Asia, nel bacino idrografico del Gange e nei fiumi del Nepal e Bangladesh. Le specie del genere Dario sono originarie della Cina.

## Acquariofilia
Alcune specie di Badidi sono allevate da appassionati e commercializzati per l'allevamento in acquario.

## Specie
La famiglia Badidae comprende 30 specie, suddivise in due generi:
- Genere Badis
  - Badis andrewraoi
  - Badis assamensis
  - Badis autumnun
  - Badis badis
  - Badis blosyrus
  - Badis britzi
  - Badis chittagongis
  - Badis corycaeus
  - Badis dibruensis
  - Badis ferrarisi
  - Badis juergenschmidti
  - Badis kanabos
  - Badis khwae
  - Badis kyar
  - Badis laspiophilus
  - Badis pancharatnaensis
  - Badis pyema
  - Badis ruber
  - Badis siamensis
  - Badis singenensis
  - Badis soraya
  - Badis triocellus
  - Badis tuivaiei
- Genere Dario
  - Dario dario
  - Dario dayingensis
  - Dario huli
  - Dario hysginon
  - Dario kajal
  - Dario urops